# 聖卡塔利娜 (玻利瓦省)
聖卡塔利娜是哥倫比亞的城鎮，位於該國北部，由玻利瓦省負責管轄，距離首府卡塔赫納44公里，始建於1744年，面積153平方公里，海拔高度20米，2005年人口12,058。
10°36′24″N 75°17′42″W / 10.6067°N 75.295°W